# ویکتور راسادین
ویکتور سرگیویچ راسادین (به روسی: Виктор Рассадин، آوانگاری: زادهٔ ۱۰ دسامبر ۱۹۹۸) یک کشتی‌گیر آزادکار روسی الاصل اهل کشور تاجیکستان است. وی سابقه حضور در المپیک ۲۰۲۴ پاریس را دارد. 

## فعالیت حرفه‌ای

### المپیک ۲۰۲۴ پاریس
راسادین در وزن ۷۴ کیلوگرم کشتی آزاد المپیک ۲۰۲۴ پاریس حاضر بود که با شکست جورجیوس کوگیومتسیدیس از یونان و لو فنگ از چین به مرحله نیمه نهایی رسید اما در این مرحله مقابل رازامبک جمال‌اف از ازبکستان شکست خورد و به دیدار رده‌بندی رفت. او در این مرحله نیز مقابل چرمن ولیف از آلبانی بازی را واگذار کرد و پنجم شد.